# Tricentrus bakeri
Tricentrus bakeri är en insektsart som beskrevs av William D. Funkhouser 1929. Tricentrus bakeri ingår i släktet Tricentrus och familjen hornstritar. Inga underarter finns listade i Catalogue of Life.